# معاهدة فونتينبلو

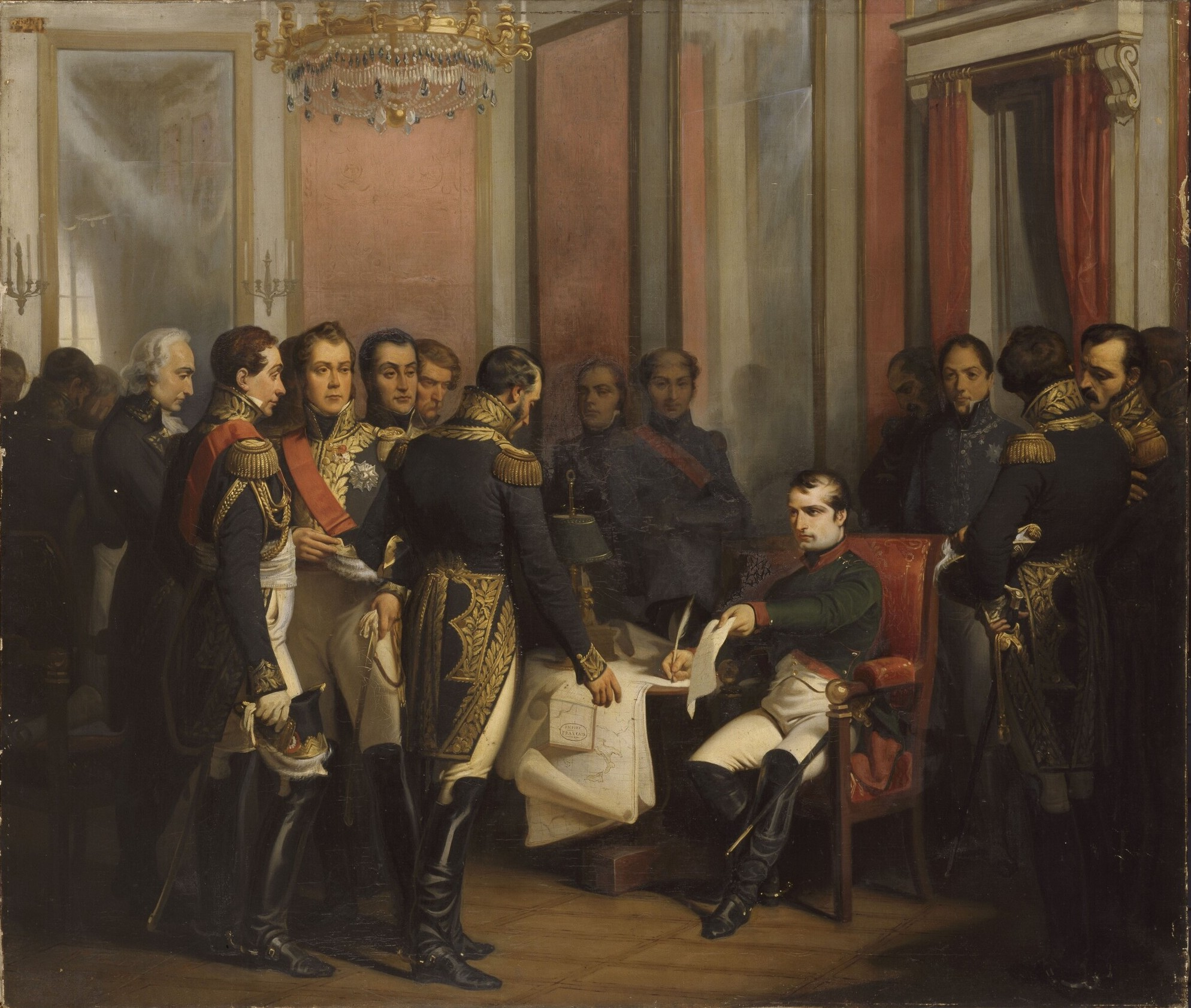
نابليون يوقع تنازله عن العرش في فونتينبلو، 11 أبريل 1814، بريشة فرانسوا بوشوت وجايتانو فيري (1843)

كانت معاهدة فونتينبلو اتفاقية أبرمت في فونتينبلو، فرنسا، في 11 أبريل 1814 بين نابليون وممثلي النمسا وروسيا وبروسيا. وُقّعت المعاهدة في باريس في 11 أبريل من قبل المفوضين من كلا الجانبين وصادق عليها نابليون في 13 أبريل. بموجب هذه المعاهدة أنهى الحلفاء حكم نابليون كإمبراطور للفرنسيين وأرسلوه إلى المنفى في جزيرة إلبا.

## مقدمة

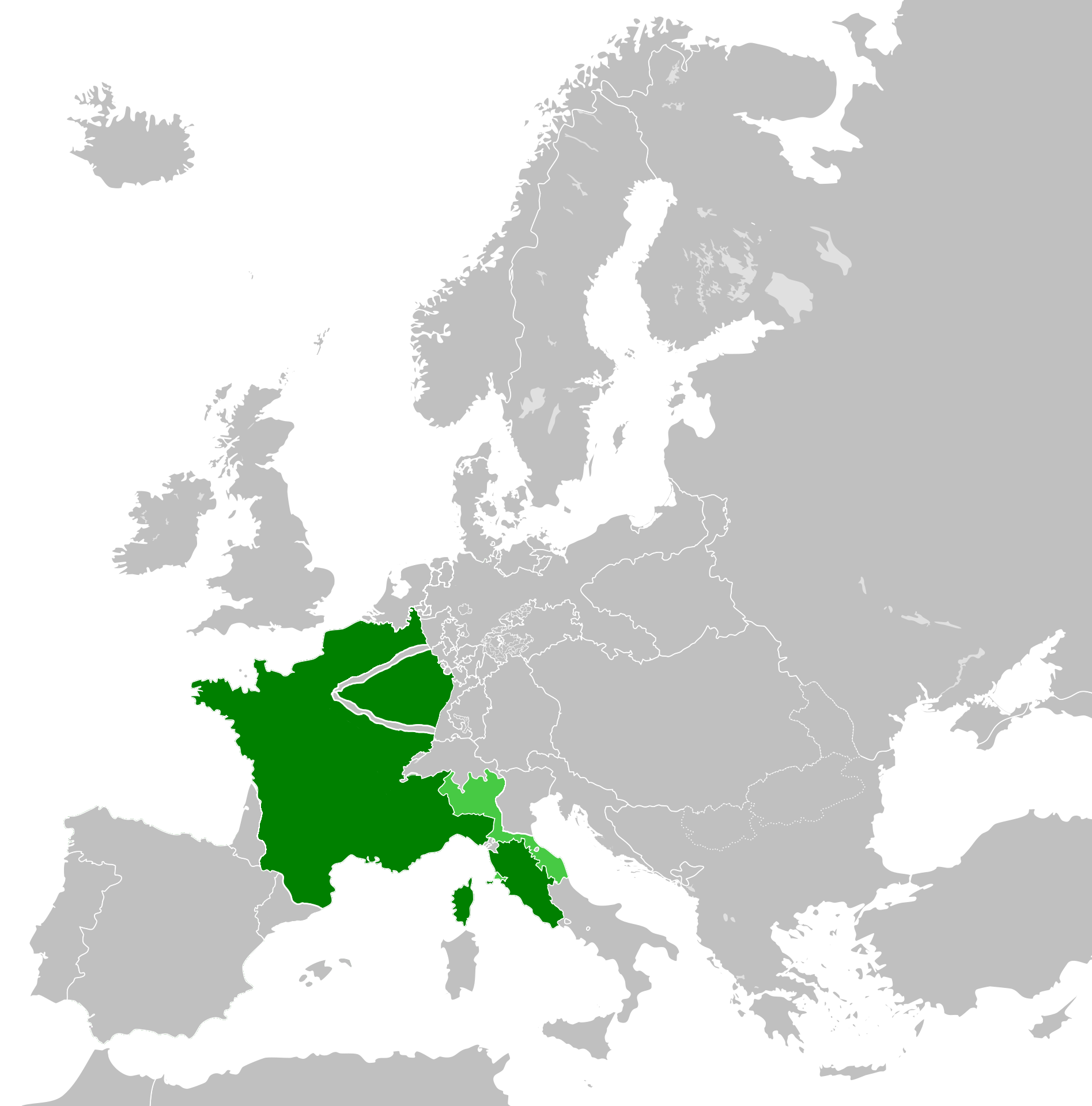
الإمبراطورية الفرنسية عشية تنازل نابليون عن العرش

في حرب التحالف السادس (1812-1814)، نجح تحالف من النمسا وبروسيا وروسيا والسويد والمملكة المتحدة وعدد من الدول الألمانية في إخراج نابليون من ألمانيا في عام 1813. في عام 1814، بينما غزت المملكة المتحدة وإسبانيا والبرتغال فرنسا عبر جبال البرانس؛ غزت روسيا والنمسا وحلفاؤهما فرنسا عبر نهر الراين، وبعد معركة باريس، دخلوا في مفاوضات مع أعضاء الحكومة الفرنسية لتنازل نابليون عن العرش.
وفي 31 مارس، أصدر الائتلاف إعلانًا إلى الأمة الفرنسية:
بعد أن احتلت القوى المتحالفة باريس، أصبحت مستعدة لقبول إعلان الأمة الفرنسية. وتعلن أنه إذا كان لا بد من أن تتضمن شروط السلام ضمانات أقوى عند الحاجة إلى تقييد طموح نابليون، فإنها ستصبح أكثر ملاءمة عندما تقدم فرنسا نفسها، بالعودة إلى حكومة أكثر حكمة، ضمانات التهدئة. وبناءً على ذلك، تعلن الدول المتحالفة أنها لن تتعامل بعد الآن مع نابليون ولا مع أي فرد من عائلته؛ وأنها تحترم سلامة فرنسا القديمة، كما كانت في عهد ملوكها الشرعيين - بل قد تذهب إلى أبعد من ذلك، لأنها تؤمن دائمًا بالمبدأ القائل بأنه من أجل سعادة أوروبا، من الضروري أن تكون فرنسا عظيمة وقوية؛ وأنها تعترف بدستور تضعه الأمة الفرنسية لنفسها وتضمنه. وبناءً على ذلك، ندعو مجلس الشيوخ إلى تعيين حكومة مؤقتة، يمكنها توفير ضرورات الإدارة، ووضع دستور يناسب الشعب الفرنسي. إن النوايا التي عبرنا عنها للتو مشتركة بالنسبة لنا مع جميع القوى المتحالفة. الإسكندر، باريس، 31 مارس 1814: الساعة الثالثة مساءً

في الأول من أبريل، خاطب الإمبراطور الروسي ألكسندر الأول رئيس مجلس الشيوخ الفرنسي شخصيًا وعرض عليه شروطًا مماثلة لتلك التي كانت في إعلان اليوم السابق. وكبادرة حسن نية، أعلن عن إطلاق سراح 150 ألف أسير حرب فرنسي كانوا محتجزين لدى الروس منذ الغزو الفرنسي لروسيا، قبل عامين. في اليوم التالي، وافق مجلس الشيوخ على شروط الائتلاف وأقر قانون خلع الإمبراطور، الذي أدى إلى خلع نابليون وعائلته. كما أصدروا مرسومًا بتاريخ 5 أبريل، يبرر تصرفاتهم، وينهي:
... يعلن مجلس الشيوخ ويقرر ما يلي: 1. يُخلع نابليون بونابرت من العرش، ويُلغى حق الخلافة في عائلته. 2. يُعفى الشعب والجيش الفرنسي من قسم الولاء له. 3. يُنقل هذا المرسوم إلى الإدارات والجيوش، ويُعلن على الفور في جميع أنحاء العاصمة.
في 3 أبريل 1814، وصلت رسالة إلى نابليون، الذي كان في قصر فونتينبلو، مفادها أن مجلس الشيوخ الفرنسي قد خلعه من عرشه. وبما أن قوات التحالف أعلنت موقفها بأن نزاعها كان مع نابليون وليس مع الشعب الفرنسي، فقد تنازل عن العرش لصالح ابنه، مع الإمبراطورة ماري لويز كوصية.
وقد اتخذ ثلاثة مفوضين هذا التنازل المشروط لملوك الائتلاف:
بعد أن أعلنت القوى المتحالفة أن الإمبراطور نابليون هو العقبة الوحيدة أمام إعادة إرساء السلام في أوروبا، أعلن الإمبراطور نابليون، وفياً لقسمه، أنه مستعد للنزول عن العرش، ومغادرة فرنسا، وحتى الحياة نفسها، من أجل خير البلاد، وهو أمر لا ينفصل عن حقوق ابنه، ووصاية الإمبراطورة، والحفاظ على قوانين الإمبراطورية.— نابليون: فونتينبلو، 4 أبريل 1814
وبينما كان المفوضون يسافرون لتسليم رسالتهم، سمع نابليون أن أوغست مارمون وضع فيلقه في موقف حرج وأن استسلامهم لا مفر منه. ولم يكن حكام التحالف مستعدين للتنازل، فرفضوا عرض نابليون. صرّح الإمبراطور ألكسندر:
أعترف أن الوصاية على العرش مع الإمبراطورة وابنها تبدو جيدة؛ لكن نابليون يبقى - وهنا تكمن الصعوبة. سيُعِد عبثًا بالتزام الهدوء في الانسحاب الذي سيُكلَّف به. أنتم تعرفون أكثر مني نشاطه المُضني وطموحه. في صباحٍ جميل، سيُنصب نفسه على رأس الوصاية، أو مكانها: حينها ستُستأنف الحرب، وستشتعل أوروبا بأكملها. إن مجرد الخوف من وقوع مثل هذا الحدث سيُجبر الحلفاء على إبقاء جيوشهم راجلة، وبالتالي يُحبط جميع نواياهم في صنع السلام.

ومع رفض تنازله المشروط وعدم وجود خيار عسكري أمامه، استسلم نابليون للأمر المحتوم:
بعد أن أعلنت القوى المتحالفة أن الإمبراطور نابليون هو العقبة الوحيدة أمام إعادة إرساء السلام العام في أوروبا، أعلن الإمبراطور نابليون، وفياً لقسمه، أنه يتنازل عن عرش فرنسا وإيطاليا لنفسه ولورثته؛ وأنه ليس هناك تضحية شخصية، ولا حتى بالحياة نفسها، إلا وهو على استعداد لتقديمها من أجل مصالح فرنسا.— نابليون: فونتينبلو، 6 أبريل 1814
وعلى مدى الأيام القليلة التالية، ومع انتهاء حكم نابليون في فرنسا، تم التفاوض على المعاهدة الرسمية وتوقيعها من قبل المفوضين في باريس في 11 أبريل، وصادق عليها نابليون في 13 أبريل.

## شروط

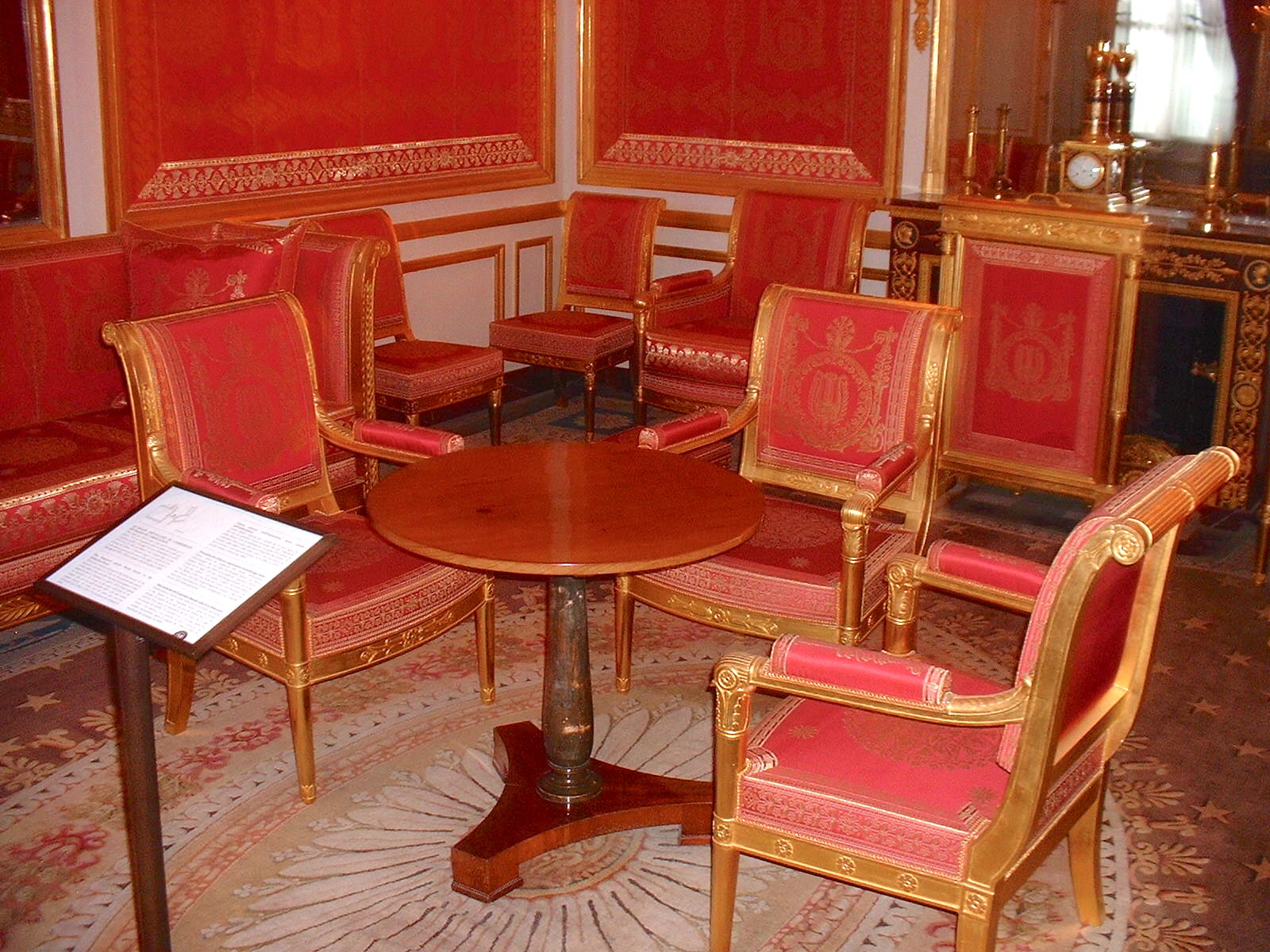
غرفة في فندق فونتينبلو حيث وقعت المعاهدة

احتوت الاتفاقية على 21 مادة. وبموجب أهم شروط الاتفاقية، تم تجريد نابليون من سلطاته كحاكم للإمبراطورية الفرنسية، ولكن سُمح لكل من نابليون وماري لويز بالاحتفاظ بألقابهما كإمبراطور وإمبراطورة. علاوة على ذلك، مُنع جميع خلفاء نابليون وأفراد عائلته من الوصول إلى السلطة في فرنسا.
كما نصت المعاهدة أيضًا على إنشاء جزيرة إلبا كإمارة منفصلة يحكمها نابليون. تم ضمان سيادة إلبا وعلمها من قبل القوى الأجنبية في الاتفاقية، ولكن فرنسا فقط هي التي سُمح لها باستيعاب الجزيرة.
وبموجب مبدأ آخر من الاتفاق، تم التنازل عن دوقية بارما وبياتشينزا ودوقية جواستالا للإمبراطورة ماري لويز. علاوة على ذلك، فإن أحد أحفاد الإمبراطورة ماري لويز الذكور المباشرين سيُعرف باسم أمير بارما وبياتشينزا وغاستالا. في أجزاء أخرى من المعاهدة، تم تخفيض الدخل السنوي للإمبراطورة جوزفين إلى مليون فرنك وكان على نابليون التنازل عن جميع ممتلكاته في فرنسا للتاج الفرنسي، وتقديم جميع جواهر التاج إلى فرنسا. وقد سُمح له بأخذ 400 رجل معه ليكونوا حراسه الشخصيين.
كان الموقعون هم كولينكورت، دوق فيتشنزا والمارشال ماكدونالد، دوق تارانتوم والمارشال ني، دوق إلشينغن والأمير مترنيش والكونت نيسلرود والبارون هاردنبرغ.

## المعارضة البريطانية

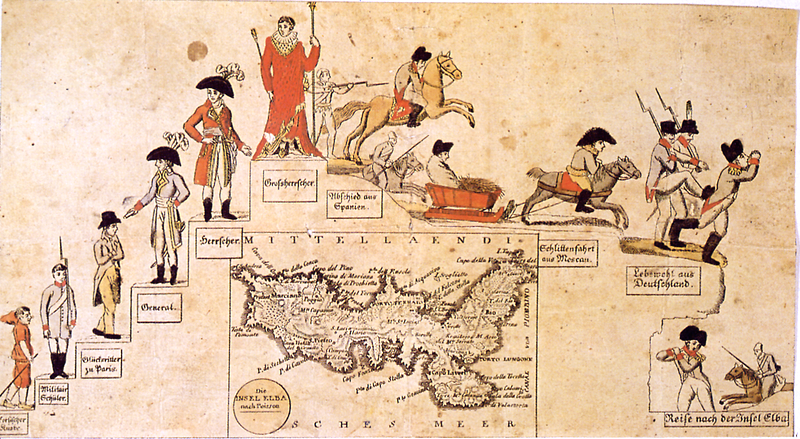
"صعود وسقوط نابليون"، رسم كاريكاتوري رسمه يوهان مايكل فولتز بعد معاهدة فونتينبلو؛ وفي الجانب السفلي تظهر خريطة إلبا.

كان الموقف البريطاني هو أن الأمة الفرنسية كانت في حالة تمرد وأن نابليون كان مغتصبًا. وأوضح كاسلري أنه لن يوقع نيابة عن ملك المملكة المتحدة لأن القيام بذلك من شأنه الاعتراف بشرعية نابليون كإمبراطور للفرنسيين وأن نفيه إلى جزيرة يملك السيادة عليها، على مسافة قصيرة من فرنسا وإيطاليا، وكلاهما لديه فصائل يعقوبية قوية، يمكن أن يؤدي بسهولة إلى مزيد من الصراع. 

## سرقة وثيقة
في عام 2005، وجهت محكمة فرنسية اتهامات إلى أميركيين، هما أستاذ التاريخ السابق جون ويليام روني (74 عاماً آنذاك) ومارشال لورانس بيرس (44 عاماً آنذاك)، بسرقة نسخة من معاهدة فونتينبلو من الأرشيف الوطني الفرنسي بين عامي 1974 و1988. تم الكشف عن السرقة في عام 1996، عندما اكتشف أحد أمناء الأرشيف الوطني الفرنسي أن بيرس عرض الوثيقة للبيع في دار سوذبيز للمزادات. واعترف روني وبييرس بالذنب في الولايات المتحدة وتم تغريمهما (1000 دولار لروني و10 آلاف دولار لبيريس). ولكن لم يتم تسليمهم إلى فرنسا لمحاكمتهم هناك. تم إرجاع نسخة المعاهدة وعدد من الوثائق الأخرى (بما في ذلك رسائل من الملك لويس الثامن عشر ملك فرنسا) التي تم استعارتها من الأرشيف الوطني الفرنسي بواسطة روني وبييرس إلى فرنسا من قبل الولايات المتحدة في عام 2002. 

## ملحوظات
1. ↑  Alison. p. 185 نسخة محفوظة 2023-04-15 على موقع واي باك مشين.
2. ↑  Alison. 197 نسخة محفوظة 2023-04-16 على موقع واي باك مشين.
3. ↑  Alison. p. 199 نسخة محفوظة 2024-12-26 على موقع واي باك مشين.
4. ↑  Alison. 205 نسخة محفوظة 2023-05-01 على موقع واي باك مشين.
5. ↑  John Abbott The Life of Napoleon Bonaparte, Kessinger Publishing, 2005, (ردمك 978-1-4179-7063-6) p. 481 نسخة محفوظة 2024-12-26 على موقع واي باك مشين.
6. ↑  Paris to try US citizens 24 November 2005 نسخة محفوظة 14 December 2007 على موقع واي باك مشين.